# Bruno Senna
Bruno Senna Lalli (* 15. října 1983, São Paulo) je brazilský automobilový závodník, pilot Formule 1 a synovec mistra světa formule 1 Ayrtona Senny, je syn jeho sestry Viviane. Jeho otec Flavio se zabil při motocyklové nehodě, strýc Ayrton při závodě Formule 1 v San Marinu.

## Kariéra před Formulí 1
V letech 2005 a 2006 jezdil v Britské Formuli 3, v letech 2007 a 2008 jezdil v GP2 Series, v roce 2009 24 hodin Le Mans a Le Mans Series.

## Formule 1

### 2010: Hispania Racing
V roce 2010 závodil ve Formuli 1 za tým HRT. Tým HRT nebyl schopen bodovat a tak Senna nemohl předvést svůj talent.

### 2011: Renault F1
V roce 2011 odjel pouze půl sezony za tým Renault. V půlce sezony nahradil Němce Nicka Heidfelda. Heidfeld nepodával dobré výkony. Senna v Itálii dojel devátý a získal své první body v F1. Poté již bodovat nedokázal.

### 2012: Williams F1
V roce 2012 závodil za tým Williams. Za tento tým jezdil i jeho strýc Ayrton Senna. Senna v tomto roce zajel několik dobrých výsledků. Nejlepší zajel v druhém závodě sezóny v Malajsii. Dojel na šestém místě. Další dobrý výsledek zajel v Číně a Maďarsku kde dojel na sedmém místě. Další dobrý výsledek již nepřidal. Bodoval v Monaku, Valencii, Británii, Itálii, Indii, Abu Dhabi a Austinu. Celkově v tomto roce nasbíral 31 bodů. U Williamsu ho na konci roku nahradil finský talent Valtteri Bottas. Senna již pro rok 2013 místo nenašel a skončil v F1.

## Kompletní výsledky
| Legenda k tabulce | Legenda k tabulce                                                                       |
| Barva             | Výsledek                                                                                |
| ----------------- | --------------------------------------------------------------------------------------- |
| Zlatá             | Vítěz                                                                                   |
| Stříbrná          | 2. místo                                                                                |
| Bronzová          | 3. místo                                                                                |
| Zelená            | Bodované umístění                                                                       |
| Modrá             | Nebodované umístění                                                                     |
| Modrá             | Dokončil neklasifikován (NC)                                                            |
| Fialová           | Odstoupil (Ret)                                                                         |
| Červená           | Nekvalifikoval se (DNQ)                                                                 |
| Červená           | Nepředkvalifikoval se (DNPQ)                                                            |
| Černá             | Diskvalifikován (DSQ)                                                                   |
| Bílá              | Nestartoval (DNS)                                                                       |
| Bílá              | Závod zrušen (C)                                                                        |
| Světle modrá      | Pouze trénoval (PO)                                                                     |
| Světle modrá      | Páteční testovací jezdec (TD)                                                           |
| Bez barvy         | Netrénoval (DNP)                                                                        |
| Bez barvy         | Vyřazen (EX)                                                                            |
| Bez barvy         | Nepřijel (DNA)                                                                          |
| Bez barvy         | Odvolal účast (WD)                                                                      |
| Bez barvy         | Nezúčastnil se (prázdné)                                                                |
| Označení          | Význam                                                                                  |
| Tučnost           | Pole position                                                                           |
| Kurzíva           | Nejrychlejší kolo                                                                       |
| †                 | Jezdec nedojel do cíle, ale byl klasifikován, protože odjel více než 90 % délky závodu. |
| ‡                 | Byl udělován poloviční počet bodů, protože bylo odjeto méně než 75 % délky závodu.      |
| Horní index       | Umístění bodujících jezdců ve sprintu                                                   |

### Formule 1
| Rok  | Tým              | Šasi          | Motor                | 1       | 2       | 3      | 4       | 5       | 6       | 7       | 8       | 9      | 10     | 11     | 12     | 13      | 14      | 15      | 16     | 17     | 18     | 19     | 20      | Body | Umístění  |
| ---- | ---------------- | ------------- | -------------------- | ------- | ------- | ------ | ------- | ------- | ------- | ------- | ------- | ------ | ------ | ------ | ------ | ------- | ------- | ------- | ------ | ------ | ------ | ------ | ------- | ---- | --------- |
| 2010 | HRT              | Hispania F110 | Cosworth 2,4 V8      | BHR Ret | AUS Ret | MAL 16 | CHN 16  | ESP Ret | MON Ret | TUR Ret | CAN Ret | EUR 20 | GBR    | GER 19 | HUN 17 | BEL Ret | ITA Ret | SIN Ret | JPN 15 | KOR 14 | BRA 21 | ABU 19 |         | 0    | 23. místo |
| 2011 | Lotus Renault GP | Renault R31   | Renault RS27 2,4 V8  | AUS     | MAL     | CHN    | TUR     | ESP     | MON     | CAN     | EUR     | GBR    | GER    | HUN TD | BEL 13 | ITA 9   | SIN 15  | JPN 16  | KOR 13 | IND 12 | ABU 16 | BRA 17 |         | 2    | 18. místo |
| 2012 | Williams F1 Team | Williams FW34 | Renault RS27-2012 V8 | AUS 16† | MAL 6   | CHN 7  | BHR 22† | ESP Ret | MON 10  | CAN 17  | EUR 10  | GBR 9  | GER 17 | HUN 7  | BEL 12 | ITA 10  | SIN 18† | JPN 14  | KOR 15 | IND 10 | ABU 8  | USA 10 | BRA Ret | 31   | 16. místo |

### Formule E
| Rok     | Tým             | Auto                     | 1       | 2       | 3       | 4      | 5       | 6     | 7       | 8      | 9      | 10     | 11    | Body | Umístění  |
| ------- | --------------- | ------------------------ | ------- | ------- | ------- | ------ | ------- | ----- | ------- | ------ | ------ | ------ | ----- | ---- | --------- |
| 2014–15 | Mahindra Racing | Spark-Renault SRT 01E    | BEI Ret | PUT 14† | PDE 6   | BNA 5  | MIA Ret | LBH 5 | MON Ret | BER 17 | MOS 16 | LON 16 | LON 4 | 40   | 10. místo |
| 2015–16 | Mahindra Racing | Spark-Mahindra M2ELECTRO | BEI 13  | PUT 5   | PDE Ret | BNA 10 | MEX 10  | LBH 5 | PAR 9   | BER 15 | LON 2  | LON 6  |       | 52   | 11. místo |

### GP2 Series
| Rok  | Tým                  | 1         | 2         | 3          | 4           | 5          | 6         | 7           | 8          | 9          | 10         | 11          | 12         | 13         | 14         | 15        | 16          | 17         | 18          | 19        | 20          | 21         | Body | Umístění |
| ---- | -------------------- | --------- | --------- | ---------- | ----------- | ---------- | --------- | ----------- | ---------- | ---------- | ---------- | ----------- | ---------- | ---------- | ---------- | --------- | ----------- | ---------- | ----------- | --------- | ----------- | ---------- | ---- | -------- |
| 2007 | Arden International  | BHR FEA 4 | BHR SPR 8 | CAT FEA 1  | CAT SPR 4   | MON FEA 11 | MAG FEA 3 | MAG SPR 7   | SIL FEA 11 | SIL SPR 10 | NÜR FEA 15 | NÜR SPR Ret | HUN FEA 13 | HUN SPR 12 | IST FEA 10 | IST SPR 6 | MNZ FEA 4   | MNZ SPR 3  | SPA FEA Ret | SPA SPR 8 | VAL FEA Ret | VAL SPR 14 | 34   | 8. místo |
| 2008 | iSport International | CAT FEA 2 | CAT SPR 4 | IST FEA 15 | IST SPR Ret | MON FEA 1  | MON SPR 5 | MAG FEA Ret | MAG SPR 5  | SIL FEA 6  | SIL SPR 1  | HOC FEA 4   | HOC SPR 3  | HUN FEA 3  | HUN SPR 3  | VAL FEA 9 | VAL SPR Ret | SPA FEA 11 | SPA SPR Ret | MNZ FEA 5 | MNZ SPR 9   |            | 64   | 2. místo |

### GP2 Asia Series
| Rok  | Tým                  | 1          | 2           | 3         | 4         | 5           | 6         | 7         | 8           | 9            | 10          | Body | Umístění |
| ---- | -------------------- | ---------- | ----------- | --------- | --------- | ----------- | --------- | --------- | ----------- | ------------ | ----------- | ---- | -------- |
| 2008 | iSport International | DUB1 FEA 2 | DUB1 SPR 19 | SEN FEA 7 | SEN SPR 2 | SEP FEA Ret | SEP SPR 8 | BHR FEA 4 | BHR SPR Ret | DUB2 FEA DSQ | DUB2 SPR 11 | 23   | 5. místo |